# Trichogrammatoidea tenuigonadium
Trichogrammatoidea tenuigonadium is een vliesvleugelig insect uit de familie Trichogrammatidae. De wetenschappelijke naam is voor het eerst geldig gepubliceerd in 2009 door Tian & Lin.